# Marco Albarello
Marco Albarello (Aosta, 31 de mayo de 1960) es un deportista italiano que compitió en esquí de fondo. 
Participó en cuatro Juegos Olímpicos de Invierno, entre los años 1988 y 1998, obteniendo en total cinco medallas, dos de plata en Albertville 1992, en los 10 km y el relevo (junto con Giuseppe Puliè, Giorgio Vanzetta y Silvio Fauner), oro y broince en Lillehammer 1994, en el relevo (con Maurilio De Zolt, Giorgio Vanzetta y Silvio Fauner) y los 10 km, y plata en Nagano 1998, en el relevo (con Fulvio Valbusa, Fabio Maj y Silvio Fauner).
Ganó cuatro medallas en el Campeonato Mundial de Esquí Nórdico entre los años 1985 y 1995.

## Palmarés internacional
| Juegos Olímpicos   | Juegos Olímpicos      | Juegos Olímpicos  | Juegos Olímpicos |
| Año                | Lugar                 | Medalla           | Prueba           |
| ------------------ | --------------------- | ----------------- | ---------------- |
| 1992               | Albertville (Francia) | Medalla de plata  | 10 km            |
| 1992               | Albertville (Francia) | Medalla de plata  | Relevo 4 × 10 km |
| 1994               | Lillehammer (Noruega) | Medalla de oro    | Relevo 4 × 10 km |
| 1994               | Lillehammer (Noruega) | Medalla de bronce | 10 km            |
| 1998               | Nagano (Japón)        | Medalla de plata  | Relevo 4 × 10 km |
| Campeonato Mundial |                       |                   |                  |
| Año                | Lugar                 | Medalla           | Prueba           |
| 1985               | Seefeld (Austria)     | Medalla de plata  | Relevo 4 × 10 km |
| 1987               | Oberstdorf (RFA)      | Medalla de oro    | 15 km            |
| 1993               | Falun (Suecia)        | Medalla de plata  | Relevo 4 × 10 km |
| 1995               | Thunder Bay (Canadá)  | Medalla de bronce | Relevo 4 × 10 km |